# Essendine
Essendine is een civil parish in het bestuurlijke gebied Rutland, in het Engelse graafschap Rutland met 448 inwoners.